# 长水冚
长水冚是位于中国广东省广州市从化区江埔街道的一个自然村。属凤二村管辖。清乾隆年间建村。因村建在河水边，每当山洪暴发时水声震天得名水吵，后改名为长水冚。2015年时，户籍人口332人。